# Gnupa
 Denne artikel bør gennemlæses af en person med fagkendskab for at sikre den faglige korrekthed.

Gnupa eller Chnob og Knud (Flatøbogen - Knutr; Thietmar af Merseburg: Thietmari Merseburgensis episcopi Chronicon - Cnutone eller Cnut; Arngrim Jonsson: Rerum Danicarum fragmenta - Canutus) var konge i Danmark i begyndelsen af det 10. århundrede. Han var muligvis konge (angiver en kilde) sammen med Gurd først i sin regeringstid.
Gnupa hørte ifølge Adam af Bremen til Olav-dynastiet, der erobrede den danske trone i slutningen af det 9. århundrede.

### Runesten
Gnupa bliver første gang nævnt på to runesten ved Hedeby, kendt som Gottorp-stenen og Vedelspang-stenen. På begge sten står næsten samme tekst:
"Asfrid Odinkars datter gjorde disse kumler efter Sigtryg, hendes og Gnupas søn".
og
"Asfrid gjorde disse kumler efter kong Sigtryg, hendes og Gnupas søn. Gorm ristede runerne".
Forskellen på de to sten er, ud over teksten, at Vedelspang-stenen indeholder runeformer, der normalt ses i svenske runeindskrifter, mens Gottorpstenen ikke anvender de "svenske" runetegn.
Runestenen bekræfter entydigt familieforholdet: Gnupa var gift med Asfrid, der var datter af en Odinkar (åbenbart et dansk navn), og de havde en søn, Sigtryg.

### Adam af Bremen
Adam af Bremen skriver i sin Historia Hammaburgensis Ecclesia (i Allan A. Lunds oversættelse):
"Fra den pålidelige Sveins mund har jeg imidlertid engang, hvor jeg bad ham om at opregne sine aner, hørt følgende: "Jeg har erfaret", sagde han, "at efter normannernes nederlag regerede Heiligo, som var vellidt blandt sine folk på grund af sin retfærdighed og sin fromhed. Han blev efterfulgt af Olaph, som kom fra Sveonien og besatte det danske rige med våbenmagt. Han fik mange sønner, af hvilke Chnob og Gurd efter hans bortgang tog magten i riget"."
Svein er identificeret som Sven Estridsen, Heiligo som Helge, Olaph som Olaf, der andetsteds omtales som Sueonum princeps, og Chnob som Gnupa

### Samstemmighed
Disse tre kilder, lagt sammen, tegner således et billede henimod, at der er tale om et dynasti udgået fra eller med oprindelse i Sverige, som åbenbart har været i stand til at tage magten i og omkring Hedeby og erklære sig som konge. Den svenske oprindelse bekræftes måske ved brugen af 'svenske' runer, og navnene kan, trods forskellene, med stor sandsynlighed identificeres. Man er ikke helt sikker på, hvor stort Gnupas og hans søn Sigtrygs rige var, men det menes, at det kun omfattede Jylland eller Sønderjylland. Dette rige må have eksisteret omkring år 934, da Gnupa ifølge Widukinds Saxerkrønike var ved magten.
Det menes, at Hardeknud, som kom til Danmark fra "Nortmannia" (Norge, Normandiet eller Northumbria) i 916 eller 917, kun erobrede det nordligste og mellemste Jylland og etaberede sit kongesæde i Jelling.[kilde mangler]

### Widukinds saxerkrønike
Ifølge Widukinds Saxerkrønike var Gnupa konge i Danmark, da danerne blev besejret i kamp af den tyske konge Heinrich I (Henrik Fuglefænger) i Hedeby. Denne kilde har været sammenstillet med en oplysning i Korvei-årbøgerne under år 934 om, at kong Henrik I dette år underlagde sig danerne.

### Afvigende fremstillinger
Widukinds fremstilling afviger fra Adam af Bremens. Denne oplyser, at kong "Heinric" med en hær invaderede "danernes land og skræmte med sit første angreb kong Vurm [Gorm] så stærkt, at denne lovede at rette sig efter hans befalinger og bønfaldt ham om fred. Således fastlagde den sejrrige Heinric rigets grænser ved Sliasvic [Slesvig], som i dag hedder Heidiba [Hedeby], indsatte en markgreve og forordnede, at kolonister fra Saxonien slog sig ned dér. Alle disse begivenheder, som en klog dansk biskop har fortalt mig, videregiver jeg til vor kirke ligeså sandfærdigt, som jeg har fået dem troværdigt fortalt."

## Fortolkning
Det må stå hen i det uvisse hvilken af de to beretninger, der kommer nærmest på den historiske sandhed. Aksel E. Christensen kommenterer: "Alle disse konstruktioner beror paa ganske vilkaarlige konjunkturer og aldeles utilladelige harmoniseringer. Den nøgterne historiker maa nøjes med at konstatere, at overleveringen allerede hos Adam af Bremen er blevet afsporet: det er sket ved, at Adam selv har harmoniseret to, hver især tvivlsomme traditioner, den ene fra kong Svend, den anden fra den anonyme danske biskop. Det er sandsynligt, at der herved er indtraadt en vis doublering af begivenhedsforløbet, men man kan ikke helt udelukke muligheden af, at ogsaa allerede Widukinds danske kongenavn er forkert."